# Meganoton analis
Meganoton analis är en fjärilsart som beskrevs av Felder 1874. Meganoton analis ingår i släktet Meganoton och familjen svärmare. Inga underarter finns listade i Catalogue of Life.

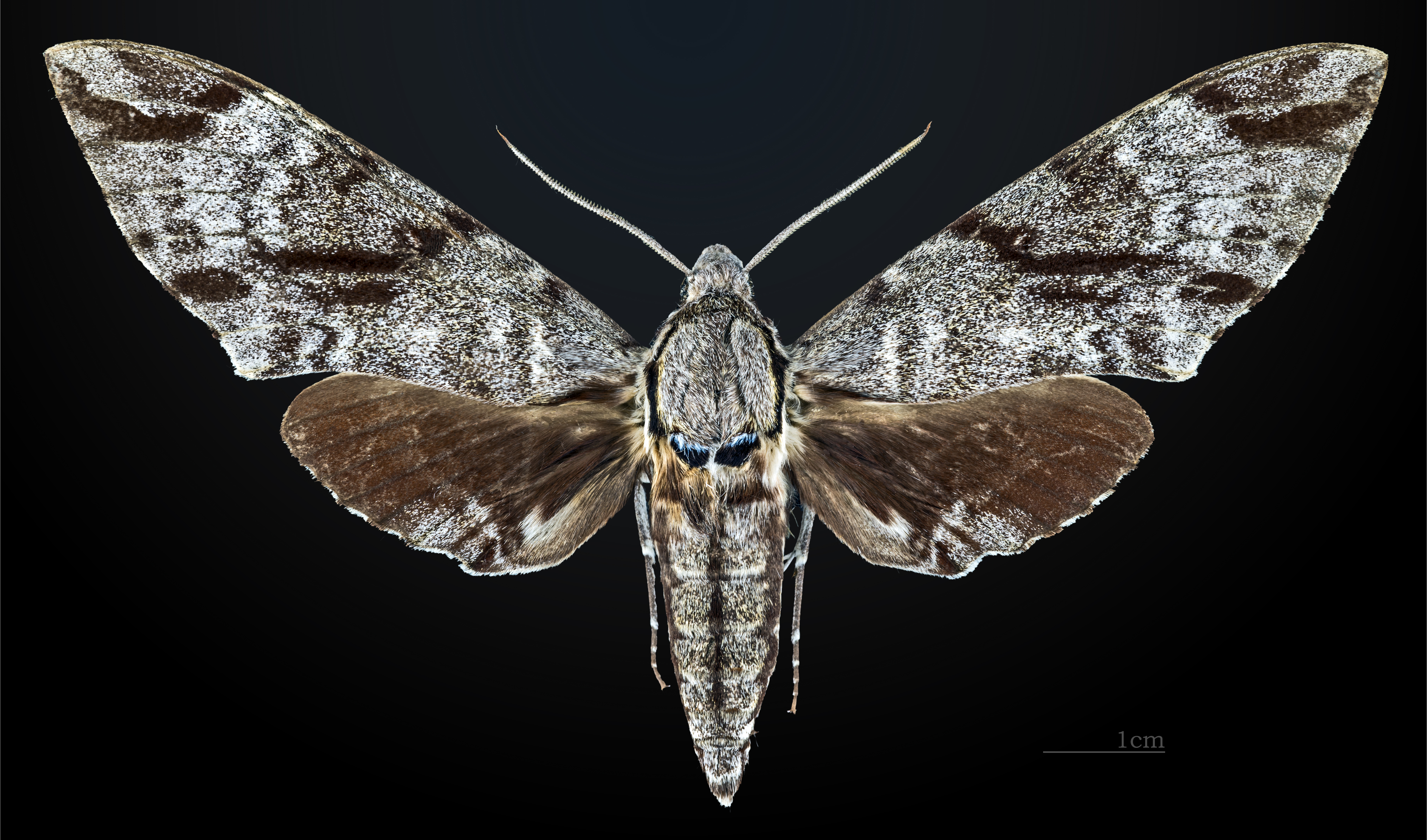
♂
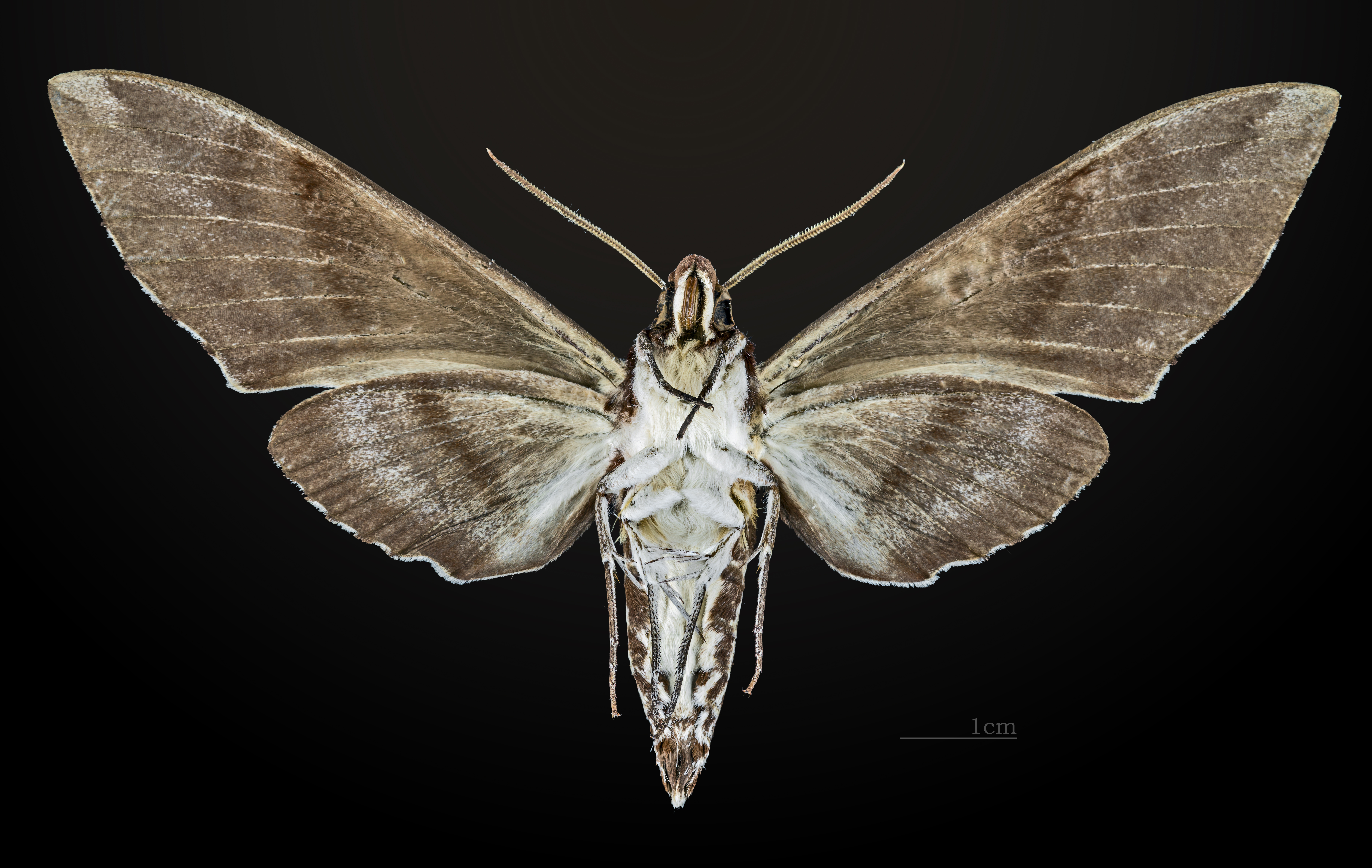
♂ △
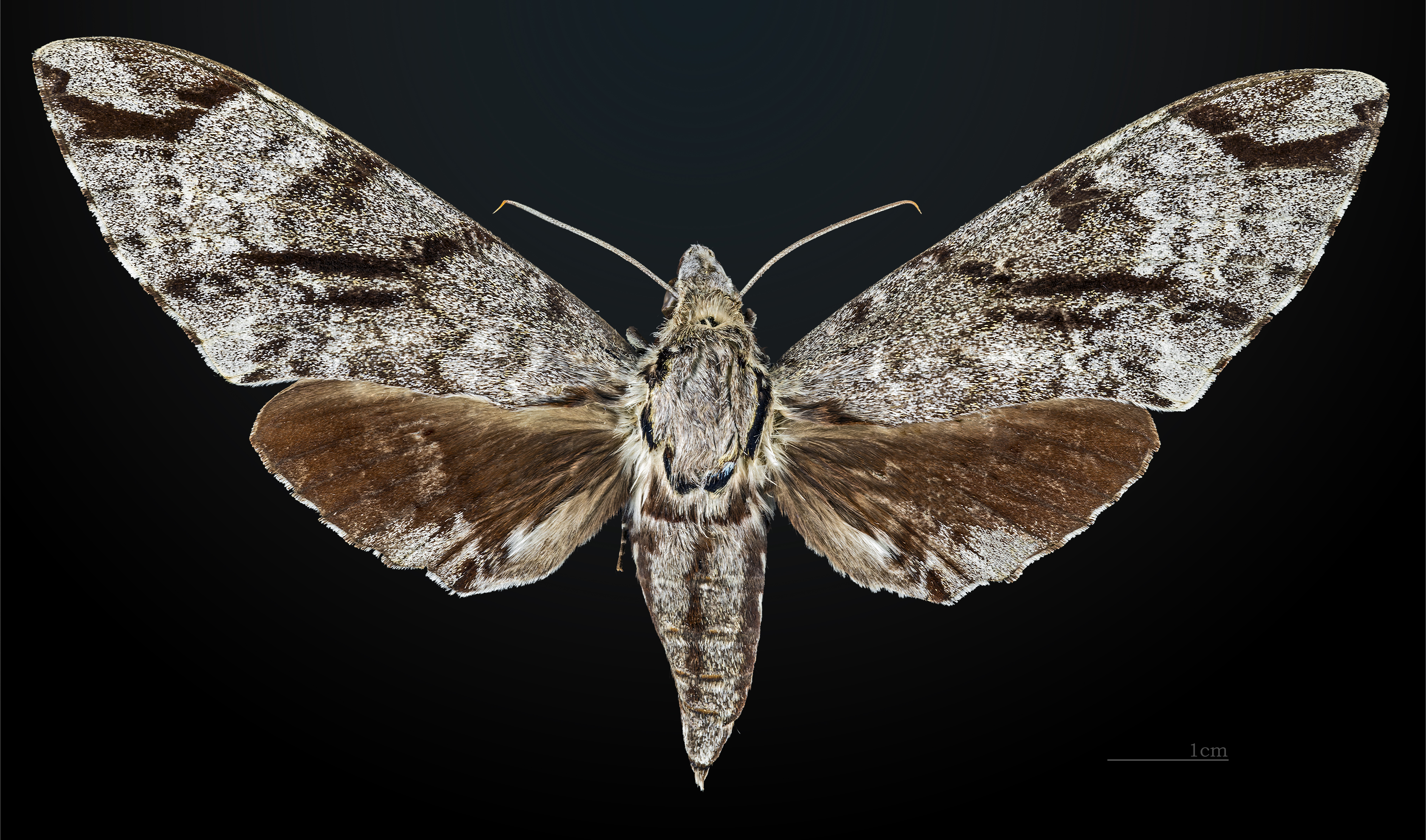
♀
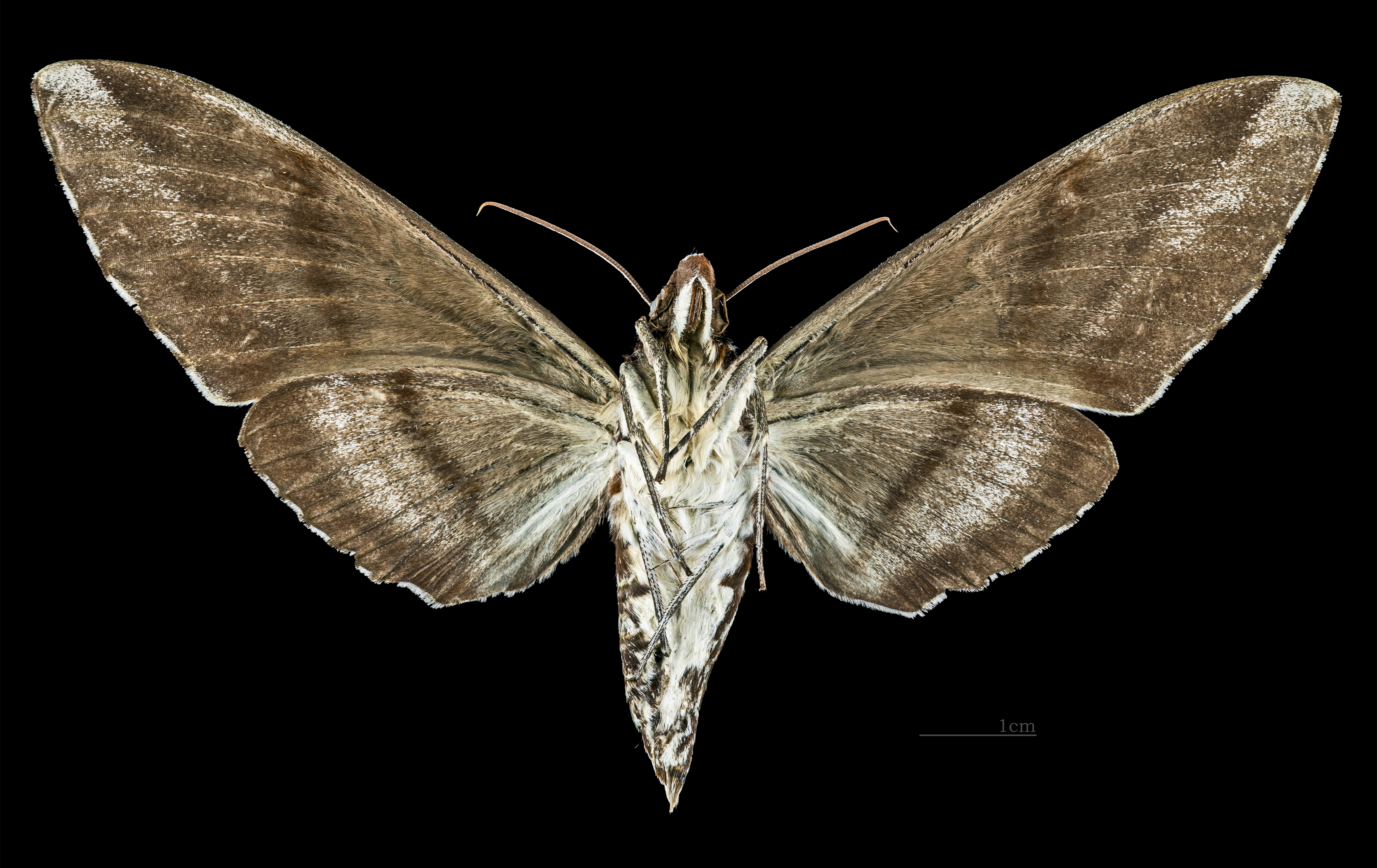
♀ △